# روبرت دريفوس
روبرت دريفوس (بالفرنسية: Robert Louis-Dreyfus)‏ (و. 1946 – 2009 م) هو شخصية أعمال من فرنسا، وسويسرا، ولد في باريس، توفي في زيورخ، عن عمر يناهز 63 عاماً، بسبب ابيضاض الدم.

## مناصب
تولى منصب رئيس تنفيذي
.

## التعليم
تعلم في كلية هارفارد للأعمال، وتعلم في كور هاتمير ‏، وتعلم في جامعة هارفارد، وتعلم في ثانوية جانسون دو سايلي
.

## روابط خارجية
- روبرت دريفوس على موقع مونزينجر (الألمانية)